# Naseem Hamed
Naseem Hamed (in arabo نسيم حميد‎?; Sheffield, 12 febbraio 1974) è un ex pugile inglese di origine yemenita.
Soprannominato Prince Naseem o Naz, è considerato dalla maggior parte degli appassionati come il miglior peso piuma di tutti i tempi. Ha detenuto più titoli mondiali tra cui il WBO dal 1995 al 2000, il titolo IBF nel 1997; ed il titolo WBC dal 1999 al 2000. È stato inoltre campione lineare dal 1998 al 2001, campione IBO nel 2002 e campione europeo nel 1994. Nel 2016 ESPN lo ha incluso nella classifica dei migliori pugili degli ultimi 25 anni.
Hamed è ricordato per il suo modo di combattere molto canzonatorio e provocatorio dove scherniva l'avversario con danze, gesti e vari movimenti a match in corso e per i suoi spettacolari e coreografici ingressi nelle arene, come quelli a bordo di una Chevrolet Impala, su un tappeto volante, indossando una maschera da halloween o facendo un remake del video di Michael Jackson Thriller , culminati sempre con la sua altrettanto famosa capriola frontale sulla corda più alta del ring. Nel 2015 la International Boxing Hall of Fame lo ha riconosciuto tra i più grandi pugili di ogni tempo ed occupa la 46ª posizione della classifica dei "100 più grandi picchiatori di sempre", stilata da The Ring. BoxRec lo ha inserito al primo posto nella classifica dei migliori pugili britannici pound-for-pound di sempre.
Pugile dalle notevoli doti atletiche e dai riflessi quasi soprannaturali, si è contraddistinto per la grande potenza e precisione dei suoi colpi, dote molto rara nella la sua categoria. Dopo aver inanellato una striscia di 36 successi consecutivi (di cui 31 per KO) nel 2001 subì la prima e unica sconfitta per mano di Marco Antonio Barrera. Dopo un'ultima vittoria contro Manuel Calvo, si ritirò dal pugilato nel 2002 a 28 anni. Con la sua personalità unita agli incontri di alto livello promozionale, è stato uno degli atleti più richiesti e lucrativi per gli eventi pay-per-view ed una figura di spicco nella cultura pop britannica degli anni novanta. Nel 1997 è stato inoltre inserito nella lista dei cinquanta sportivi più pagati dell'anno dalla rivista Forbes con un guadagno di 19,5 milioni di dollari.
Gli viene riconosciuto il merito di aver risvegliato l'attenzione mondiale di media e pubblico verso le divisioni di peso inferiori, ormai in ombra da tempo e meno considerate rispetto a quelle più elevate.

## Biografia
Nato a Sheffield nello Yorkshire da genitori yemeniti, Hamed ha subito vari atti di bullismo durante l'infanzia a causa delle sue origini. Suo padre Sal Hamed lo iscrisse alla famosa Wincobank's Gym dove mise in evidenza il suo precoce talento. Durante un allenamento venne notato dal proprietario della palestra: Brendan Ingle, già noto per aver seguito diversi campioni tra cui Herol "Bomber" Graham. Ingle divenne mentore di un Hamed ancora bambino e lo seguì fino all'apice della sua carriera.
Naseem Hamed è sposato dal 1998 con Eleasha Hamed. Entrambi i suoi figli, Sami (1998) e Aadam (2000) hanno iniziato la carriera di pugili e sono allenati da Dominic Ingle, figlio di Brendan.
Di fede islamica, recitava spesso il Takbīr ad alta voce prima di salire sul ring.

## Carriera

### Carriera amatoriale
Naseem Hamed iniziò il pugilato all'età di sette anni. Venne escluso dalla selezione britannica per le Olimpiadi di Barcellona 1992, nonostante ciò all'epoca, già da peso mosca aveva mostrato il suo atletismo e soprattutto la sua grinta per il modo in cui si sbarazzava dei suoi avversari.
Hamed terminò la sua carriera da dilettante con 67 incontri riportando 62 vittorie.

### Carriera da professionista

#### 1992 - 1994: gli inizi ed il titolo europeo
Hamed comincia a boxare professionalmente nel 1992 debuttando a Mansfield in Inghilterra contro Ricky Beard che batte per KO al 2º round. Nel secondo incontro ha come avversario Shaun Norman che manda al tappeto al 2º round. Continuando la sua striscia di vittorie con 6 KO in 6 incontri, gli viene data la possibilità di concorrere per il titolo europeo EBU affrontando l'italiano Vincenzo Belcastro a Sheffield, sua città natale. Hamed sconfigge ai punti Belcastro per decisione unanime (dopo averlo anche atterrato due volte al 1º e all'11º round) e laureandosi campione europeo dei pesi gallo. In questo incontro comincia a prendere vita lo stile di combattimento non convenzionale ed il personaggio che lo renderanno poi famoso in tutto il mondo, facendogli ottenere anche un folto numero di detrattori che lo accompagneranno fino a fine carriera.
Difenderà la cintura europea in una sola occasione contro Antonio Vicardi vincendo per KO tecnico alla 3ª ripresa. Lascerà il titolo vacante per salire nella classe dei supergallo.

#### 1994 - 1996: il primo titolo mondiale
Nel 1994 Hamed sconfigge il dominicano Freddy Cruz per KO tecnico al 6º round a Sheffield, vince così il titolo vacante WBC International dei pesi supergallo . Difende con successo la cintura per cinque volte prima di lasciarla vacante per salire nei pesi piuma.
Nel 1995 debutta nei pesi piuma. I pregressi risultati ottenuti e la sua crescente reputazione di picchiatore e intrattenitore con una considerevole folla al seguito lo fanno immediatamente balzare al primo posto della classifica mondiale della WBO seppur con non poche polemiche poiché non riesce a centrare perfettamente il peso richiesto. Il suo particolare modo di combattere e di comportarsi attira l'attenzione del noto manager e produttore televisivo britannico Frank Warren, che lo vuole nella sua scuderia e foraggia la sua boxe spettacolare.
Per Hamed la chance per il titolo arriva il 30 settembre 1995 dove affronta a Cardiff il gallese Steve Robinson. Il match svoltosi al Cardiff Arms Park sotto una pioggia battente, viene dominato da Hamed che manda al tappeto due volte Robinson, al 5º e all 8º round con gancio sinistro talmente potente da farlo cadere immediatamente e spingere l'arbitro ad interrompere l'incontro. Hamed diventa così campione del mondo WBO a soli 21 anni. In questo periodo, durante uno sparring si ferisce gravemente ad una mano, è il primo di una serie di infortuni ai pugni che mineranno in futuro la sua carriera.
La prima difesa del titolo avviene a Glasgow il 16 marzo 1996 contro il nigeriano Said Lawal. L'incontro durò appena 35 secondi nei quali Hamed atterrò l'avversario per due volte: la prima dopo 3 secondi dall'inizio, talmente veloce che la telecamera principale non riuscì nemmeno ad inquadrarlo in tempo, e l'altra dopo 30 secondi. Lawal riuscì a rialzarsi in tempo ma l'arbitro interruppe comunque il match. L'incontro valse ad Hamed il record del KO più veloce mai avvenuto in Europa, sarà poi superato solo nel 2005 da Edwin Valero. L'8 giugno seguente difese con successo la cintura per la seconda volta vincendo contro l'imbattuto Daniel Alicea per KO tecnico alla 2ª ripresa. La successiva fu a Dublino contro l'ex campione del mondo dei pesi piuma Manuel Medina. Dopo aver abbattuto Medina pesantemente al 2º round, Hamed ne subisce la maggiore resistenza ed esperienza e lotta per finire le riprese. Al 10º round Hamed atterra l'avversario per due volte e all'11ª ripresa l'angolo di Medina getta la spugna su consiglio del medico in prima fila. Hamed rivelò nell'intervista post-incontro di aver combattuto con un forte raffreddore. Medina successivamente si confermerà un ottimo pugile vincendo il campionato del mondo per altre tre volte.

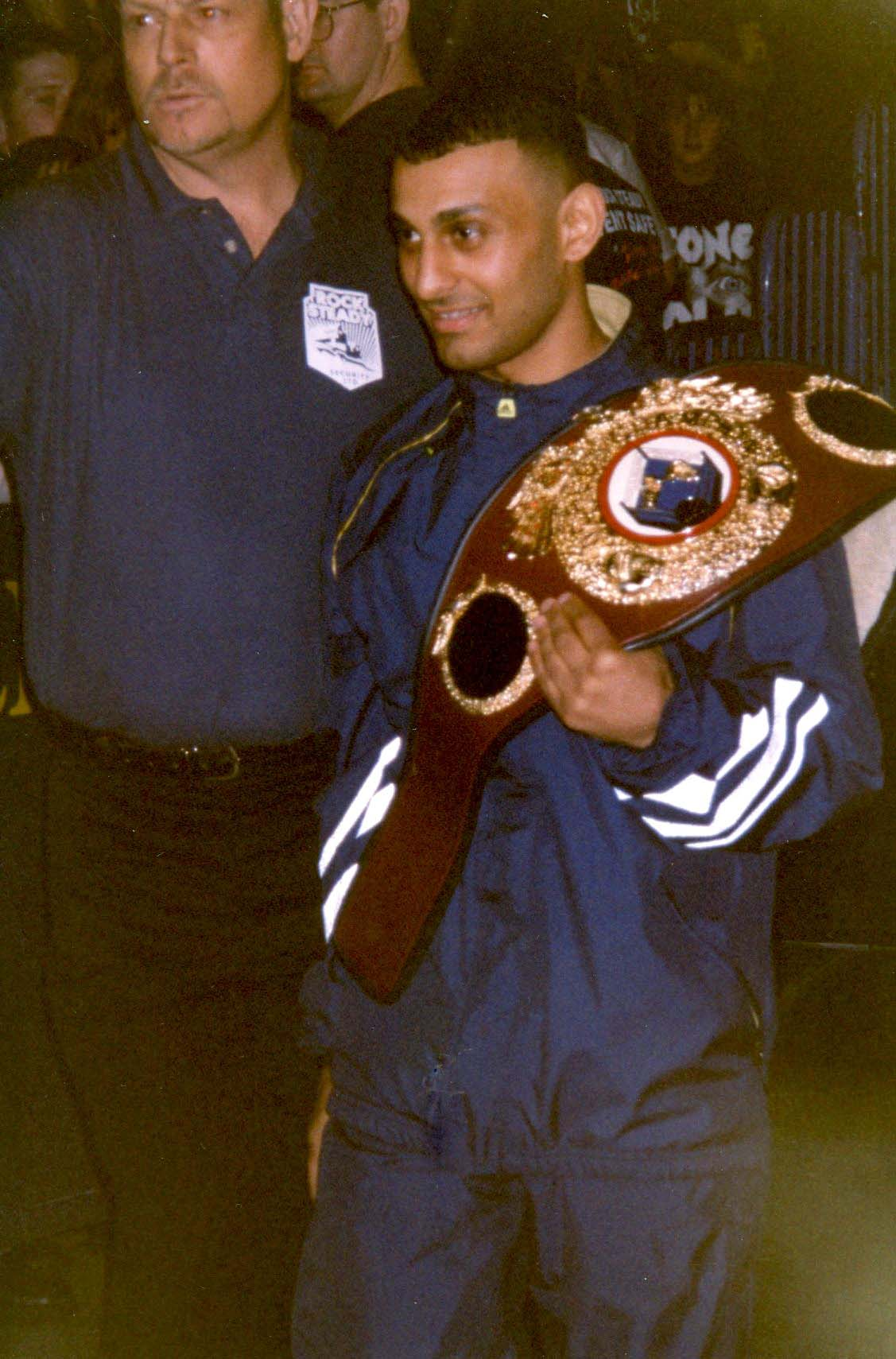
Naseem Hamed con la cintura WBO, 1997

#### 1997: il secondo titolo mondiale
Nel febbraio 1997, Hamed incontra alla London Arena il campione mondiale IBF Tom "Boom Boom" Johnson, pugile duro ed imbattuto da oltre quattro anni. Johnson viene sconfitto all'8º round mandato al tappeto da un micidiale montante di Hamed che conquista cosi il titolo mondiale IBF. Il 3 maggio 1997 arriva la prima difesa di entrambe le cinture. Hamed si misura con il veterano Billy Hardy vincendo per KO dopo 1 minuto e mezzo di combattimento. Prima dell'incontro Hamed aveva predetto correttamente che avrebbe vinto alla prima ripresa. il 19 luglio è la volta di Juan Cabrera, fermato al 2º round. La IBF prevedeva come politica uno sfidante obbligatorio ben preciso che Hamed non incontrò e fu così costretto a rinunciare alla cintura nell'ottobre 1997.
Nel frattempo continua a difendere il titolo WBO, scontrandosi l'11 ottobre 1997 contro il portoricano Jose Badillo. L'incontro si è svolto a Sheffield, città natale di Hamed ed è ancora oggi considerato una delle sue migliori prestazioni tanto da essere votato come miglior match in programma, surclassando addirittura l'evento principale di quella sera che vedeva Joe Calzaghe e Chris Eubank contendersi il titolo dei supermedi.

#### Hamed vs. Kelley
A inizio 1998 Hamed approda negli Stati Uniti. Il suo stile di combattimento e la personalità sgargiante lo avevano reso una grande attrazione, oltre ad essere diventato il peso piuma più pagato di sempre con 14 milioni di dollari annui. L'arrivo di Naz è quindi molto atteso dagli appassionati e lui si presenta in grande stile: a bordo del Concorde della British Airways e con una notevole schiera mediatica ad aspettarlo all'aeroporto, cui non mancò di far notare la sua supremazia. Ad attenderlo per la nona difesa del suo titolo c'è Kevin Kelley, ex campione del mondo dei pesi piuma e imbattuto da oltre due anni. L'incontro fu accompagnato da una grande promozione (1 milione di dollari spesi solamente per pubblicizzare l'arrivo di Hamed nella Grande Mela), si tenne al Madison Square Garden, generò un considerevole indotto economico che si stima intorno ai 70 milioni di dollari e già alla vigilia è caratterizzato da una forte tensione tra i due contendenti. Hamed per l'occasione entrò nell'arena prima ballando dietro uno schermo con il brano Men In Black di Will Smith, poi su una passerella con That Girl del rapper giamaicano Red Rat. Fu il suo primo incontro trasmesso da HBO, che stipulò un contratto da 48 milioni di dollari per i successivi sei incontri del britannico.
L'incontro, nonostante si sia risolto in quattro round a favore di Hamed, viene ricordato come uno tra i più faticosi e spettacolari della storia della boxe, anche per il valore dei due pugili. Kelley ebbe la meglio nel 1º round mandando al tappeto Hamed, che è costretto per la prima volta in carriera ad abbandonare parzialmente il suo stile da showman e a concentrarsi seriamente per non sprecare energia. Nel 2º round è invece Kelley a cadere una volta. Nella 4ª ripresa Hamed atterra definitivamente l'avversario con un gancio sinistro. Il match venne inserito nella lista dei "100 più grandi momenti nella storia dello sport".

#### 1998 - 2000: la consacrazione
Nel 1998 Hamed diventa campione lineare sconfiggendo il leggendario Wilfredo Vazquez (KO tecnico al 7º round), e difende le cinture contro Wayne McCollough che batte ai punti ed il futuro campione del mondo Paul Ingle (KO tecnico all'11º round). il 1999 è per Hamed l'anno di una triste separazione: il rapporto con Brendan Ingle, suo mentore da una vita si incrinò a causa dei commenti negativi che Ingle aveva fatto su di lui nel libro "The Paddy and the Prince". Hamed in una discussione definì Ingle "un Giuda" che negli anni gli aveva fatto il lavaggio del cervello. L'acredine tra i due è tale che nella preparazione di Hamed per l'incontro con McCollough, Ingle si limitò a fare da supervisore non presenziando neanche agli allenamenti, che curarono i suoi figli John e Dominic. Il rapporto professionale cessò definitivamente un mese dopo. Per gli anni successivi Hamed strinse un sodalizio con il famoso allenatore Emmanuel Steward, che lo seguirà fino a fine carriera. Circa la separazione da Hamed, Brendan Ingle disse: "Naseem non è più il combattente di un tempo, altri quattro incontri ed è finito".
Il 22 ottobre 1999 alla Joe Louis Arena di Detroit Hamed sconfigge ai punti con decisione unanime il campione dei pesi piuma WBC Cesar Soto, aggiungendo il titolo mondiale WBC alla sua collezione e unificandolo con il WBO, ma vi ha rinunciato presto in favore del titolo WBO. Una curiosità riguardante il palmares è che qualora il suo precedente avversario Wilfredo Vazquez non avesse perso la corona WBA poco prima, Hamed avrebbe vinto tutti e quattro i maggiori titoli mondiali più il campionato lineare in una singola divisione, impresa riuscita solo a Riddick Bowe nei pesi massimi.
L'incontro con Soto è stato un insuccesso di critica e di pubblico: durante il match i fan presenti hanno pesantemente fischiato per tutto il tempo. Bob Arum, il manager di Soto lo definì il peggior combattimento che avesse mai visto dicendo: "Questo non è pugilato, è wrestling". Ha inoltre criticato lo stesso Hamed definendolo un "campione di carta e fenomeno da baraccone". Nella sua intervista post-combattimento, Hamed propose una sfida con l'allora campione in carica dei pesi gallo WBC Érik Morales, che aveva difeso con successo il suo titolo nell'undercard di quella sera, tuttavia Arum, promotore anche di Morales si rifiutò categoricamente e disse: "Non permetterò mai più di far incontrare Hamed con un mio pugile. Hamed è un clown".
Nel 2000 Hamed difende con successo la cintura WBO due volte contro Vuyani Bungu e Augie Sanchez che sconfigge entrambi per KO tecnico al 4º round.
Nel novembre 2000 la WBO revoca il titolo ad Hamed dopo cinque anni di regno e ben 15 difese, poiché rinuncia ad incontrare lo sfidante ufficiale (che allora era István Kovács). La decisione solleva numerose polemiche in quanto per la seconda volta viene privato della cintura per non aver voluto affrontare il contendente numero 1 della federazione. Nonostante non detenga più alcun titolo mondiale, Hamed è ancora imbattuto e quindi considerato il campione lineare.

#### Hamed vs. Barrera
Dopo diversi anni di trattative mai concretizzatesi a causa del disaccordo fra i due enti, il 7 aprile 2001 Hamed affronta la leggenda messicana Marco Antonio Barrera. L'attesa per il match è fortissima perché si ritrovano di fronte due dei pugili più forti degli ultimi 10 anni (per questo viene chiamato "Playing With Fire"). Il match è ritenuto il più grande contributo a restituire il successo di pubblico alle categorie di peso inferiori, ormai in ombra da anni. Hamed vs. Barrera viene vissuto intensamente dal popolo americano che vede in Marco lo sfavorito, ma anche l'unico che può spezzare la striscia vincente dell'imbattuto Hamed, campionissimo sul ring e amato dalle folle di tutto il mondo, ma aspramente criticato e accusato spesso di misurarsi con avversari molto meno dotati di lui solo per avere la possibilità di concentrarsi meno sull'incontro e più sullo show che portava in combattimento.
L'incontro tenutosi all'MGM Grand Arena di Las Vegas viene dominato da Barrera che snatura la sua natura aggressiva per giocare un match da incontrista, boxando di rimessa e tenendosi sempre a distanza e con la guardia alta; Vanifica così la tecnica spesso irruenta di Hamed che non riuscirà mai ad avvicinarsi e verrà anche messo più volte in difficoltà dai colpi di risposta di Barrera che a vanno a segno a differenza dei suoi. Proprio la pulizia dei pugni di Barrera gli vale la vittoria per decisione unanime. Prince Naseem subisce così la prima sconfitta in carriera, che sicuramente ripercussioni sul suo futuro (si allontanò dal ring per più di un anno). Inizialmente Hamed era interessato ad una rivincita con il pugile messicano che da contratto poteva ottenere, ma in un secondo momento rinuncerà senza mai chiarirne il motivo.

#### Hamed vs. Calvo
Dopo la devastante sconfitta subita nel match contro Marco Antonio Barrera, Hamed inizia ad essere sempre più considerato dai critici in una fase calante della sua carriera. Ciononostante, il britannico riprende ad allenarsi e viene annunciato il suo prossimo incontro. La scelta dell'avversario ricade sullo spagnolo Manuel Calvo, già campione europeo. In palio viene messo il titolo mondiale vacante IBO dei pesi piuma. Tuttavia, essendo Calvo un pugile praticamente sconosciuto negli USA, la HBO che aveva l'esclusiva sui match statunitensi di Hamed, si oppose. Stavolta però Hamed restò fermo sulla decisione minacciando addirittura di recidere i legami con l'emittente. La sfida era inizialmente prevista per settembre 2001, ma fu rinviata a seguito degli attacchi terroristici. Una seconda data venne programmata per il 23 marzo 2002, ma un infortunio alla schiena subito da Hamed durante un allenamento la posticipò di nuovo. La data decisiva è stata fissata per il 18 maggio 2002. Il luogo dello svolgimento è stata la London Arena, a Londra.
L'incontro non venne trasmesso in pay-per-view, ciò nonostante registrò oltre 11 milioni di telespettatori. A fronte di una grande promozione che ha accompagnato la sfida, l'incontro è stato considerato deludente e non all'altezza delle aspettative. Dopo una pausa di 13 mesi, Hamed apparve fuori forma, pigro e disinteressato, abbandonando la sua solita irruenza per un approccio tattico lento. Molti dei 10.000 spettatori presenti fischiarono per tutto il tempo. L'incontro durò 12 riprese e vide Hamed vincere per decisione unanime. Hamed attribuì la sua prestazione poco brillante ad un infortunio alla mano subito nel 2º round.

#### La fine della carriera
Dopo essersi apparentemente ripreso dallo stato confusionale in cui era caduto dopo il match con Barrera, Hamed cominciò a sentire l'effetto di tutti quei pugni
sferrati sul ring. Infatti, in un'intervista rilasciata dopo essersi ritirato, affermò che anche solo nel colpire lievemente il sacco da boxe avvertiva dolori atroci a polsi e dita. Durante il suo ultimo incontro con lo spagnolo Manuèl Calvo, alcune fonti (di dubbia provenienza) dichiararono che nello spogliatoio Hamed fu costretto a sfilare e reinfilare i guantoni per diverse volte oltre a sottoporsi a numerose iniezioni prima di salire sul ring durante i suoi ultimi incontri .In un'intervista per BBC Radio Sportsweek, Hamed ha affermato che il suo ritiro è stato in gran parte dovuto a problemi cronici alle mani, comprese fratture multiple e interventi chirurgici.

## Caratteristiche tecniche

### Stile di combattimento
Il modo di combattere di Naseem Hamed non ha eguali nella storia del pugilato e la sua unicità lo rende complesso da analizzare. Ha sicuramente diviso l’opinione pubblica: c’era chi lo amava e chi lo detestava.
Lo stile di Hamed era incentrato su gioco di gambe e rapidissimi movimenti della testa e del tronco per eludere i pugni dell'avversario, qualità che gli consentiva addirittura di combattere con la guardia perennemente abbassata. Hamed affinò sempre di più questo stile dimostrando un'abilità di primo ordine anche come picchiatore d'incontro o counter-puncher, e lo usò a suo vantaggio arrivando in alcuni casi a sporgere il mento di proposito per invitare l'avversario a colpirlo, solo per portare la testa indietro e contrattaccare. Sebbene fosse una strategia molto rischiosa, era efficace per ingannare l'avversario, costringerlo a scoprirsi e sbilanciarlo.
Hamed era inoltre un pugile molto intelligente dal punto di vista tattico, riuscendo ad innervosire gli avversari girandogli intorno e tenendoli a distanza con il suo jab pungente. Boxeur dotato di un fisico completo e abile con entrambe le mani, tra i suoi punti di forza figurava anche la grande potenza e precisione dei suoi colpi (cosa assai rara nel pugilato moderno per un fisico così leggero) e vanta un'elevatissima percentuale di KO (84%) avendo concluso prima del limite 31 dei suoi 36 successi. Per mantenere questa potenza, Hamed era solito allenarsi nello sparring con pugili pesanti anche 20 kg più di lui.

### Lo "showman del pugilato"
Il motivo principale per cui Hamed è ricordato ancora oggi è sicuramente la sua boxe spettacolare e coreografica. Dotato di una notevolissima scioltezza di movimento, il ring per Naseem Hamed diventava un vero e proprio palcoscenico per mettere in mostra le sue doti di ballerino e sfacciato istigatore. Negli anni a venire la sua propensione allo spettacolo prima, durante e dopo il match lo resero un vero e proprio trascinatore di folle, capace di smuovere l'attenzione come mai era successo prima per un peso piuma.
Questo suo modo di porsi ha avuto però da subito anche risvolti negativi; nonostante il talento e la tecnica fuori dal comune, spesso i critici ponevano l'accento più sul suo stile sregolato ed eccentrico che sulle sue doti atletiche. Inoltre era criticato (soprattutto a metà carriera) per incontrare pugili di non eccezionale livello o comunque inferiori a lui, in modo che potesse prestarsi di più all'intrattenimento che al match in corso, venendo in certi casi addirittura paragonato ai lottatori di wrestling.

## Sponsor ed equipaggiamento
Hamed si è affidato a lungo ad Adidas come sponsor tecnico, sia per l'abbigliamento che per le scarpe. La collaborazione è iniziata nel 1996, anno della consacrazione del britannico. L'attenzione di Hamed verso la propria immagine è sempre stata notevole: la cura nella scelta di abiti caratterizzati da colori estremamente sgargianti (si ricordano i suoi pantaloncini leopardati) era coerentemente in linea con la sua esagerata personalità. Nel 1997 apparve per una pubblicità televisiva del marchio. Per la partnership con Hamed, la casa tedesca versò all'atleta un compenso di 10 milioni di dollari.

## Naseem Hamed nella cultura di massa
(Don Rafael)
Naseem Hamed è riconosciuto come uno dei pugili più influenti di sempre ma anche uno dei più discussi. Il noto promoter Frank Warren dichiarò che Hamed era "il combattente più eccitante che avesse mai visto in vita sua", sottolineando però come nella seconda parte della sua carriera Hamed mostrasse una scarsa propensione al sacrificio fisico preferendo invece la vita mondana e pubblicizzata. L'opinione di Warren venne condivisa anche da molti commentatori sportivi che se da un lato riconoscevano l'indiscutibile talento di Prince Naseem, dall'altro ne sottolineavano l'avversione verso i rigidi allenamenti e i lunghi periodi lontano dalla sua famiglia.
Ciò nonostante Hamed è tra i pugili che negli anni novanta hanno riportato al successo le classi di peso minori. A differenza di molti suoi colleghi come Oscar De La Hoya e Kostya Tzyu che salivano nelle categorie più elevate dove avrebbero avuto maggiori occasioni di scontrarsi con pugili altrettanto noti e ottenendo quindi maggior visibilità, Hamed invece si rifiutò sempre di salire di peso, così come fecero Julio César Chavèz e Arturo Gatti, colmando di fatto il vuoto lasciato. Il particolare stile di Hamed e il suo carisma dominarono su tutti gli altri facendogli ottenere un elevatissimo numero di fan tanto da essere preso come paladino da molti pugili professionisti e non che militavano nelle categorie inferiori. Un esempio è lo spettacolare incontro con Kevin Kelley nel 2002 che venne inserito nella lista dei "100 più grandi momenti nella storia dello sport". e l'ultimo match della sua carriera contro Manuel Calvo fu uno dei più visti nella storia del pugilato con oltre 11 milioni di telespettatori.
È diventato il primo atleta yemenita ad apparire su un francobollo.
A lui era intitolata una competizione calcistica yemenita, chiamata appunto Coppa Naseem Hamed.
Naseem Hamed è stato inoltre uno degli pugili più remunerativi di sempre. Nel 1997 aveva un reddito di $ 19,5 milioni derivati da borse di combattimento e sponsorizzazioni, classificandosi al numero 22 nella lista di Forbes degli atleti più pagati di quell'anno. Nel marzo 1999, il suo patrimonio netto era stimato in 54 milioni di dollari. Nel gennaio 2001 Hamed aveva accumulato una fortuna di 75 milioni di dollari. Ha guadagnato oltre $ 48,5 milioni in borse da combattimento, di cui $ 8,5 milioni nel solo incontro con Barrera, a quel tempo una cifra record per un peso piuma. Nel 2003 era il secondo pugile britannico più ricco, dietro a Lennox Lewis. Secondo il sito CelebrityNetWorth.com Hamed è oggi tra i 50 pugili più ricchi al mondo.

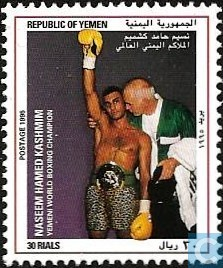
Francobollo ritraente Naseem Hamed, 1995

### Eredità
Il commentatore sportivo Steve Bunce lo ha definito il combattente più influente che avesse mai incontrato. Secondo l'allenatore di boxe Emanuel Steward, Hamed "ha aperto la porta" ai combattenti britannici e ai pugili delle divisioni di peso inferiore per guadagni più significativi; i guadagni di Hamed infatti erano senza precedenti per un peso piuma. Secondo Steward, Hamed "ha ispirato un'intera generazione" e "ha dato ai combattenti stranieri un'enorme opportunità per irrompere nel business pugilistico americano". Il dirigente della HBO Lou DiBella ha paragonato l'impatto di Hamed nella boxe a quello di Muhammad Ali, sostenendo che "Prince Naseem ha cambiato la boxe" e "ha ridefinito la figura del pugile come showman e intrattenitore".
Hamed è stato d'ispirazione per numerosi lottatori e diversi di loro sarebbero poi diventati campioni nelle loro discipline. Tra i pugili figurano Amir Khan, Kell Brook, James DeGale, e Tyson Fury, così come il campione di MMA Conor McGregor. Hamed ha inoltre ispirato combattenti di alto livello come l'irlandese Michael Conlan e allenatori di boxe britannici come Javan Steward e Ben Davison, che hanno seguito le carriere di Tyson Fury, Josh Taylor e Billy Joe Saunders.

### Citazioni e riferimenti
Hamed viene citato dall'artista hip-hop Nas nella canzone "You Won't See Me Tonight", con il testo:
Lo stesso Hamed ha registrato una canzone con il gruppo hip hop britannico Kaliphz chiamata "Walk Like a Champion", che ha raggiunto il numero 23 nella UK Singles Chart nel 1996. Possedeva inoltre un gioco di combattimento sportivo con licenza denominato Prince Naseem Boxing, pubblicato da Codemasters per la console PlayStation nel 2000. Una versione portatile del gioco è stata rilasciata anche per Game Boy Color, sviluppato da Virtucraft, che più tardi nel 2002 svilupperà un sequel basato su Mike Tyson, Mike Tyson Boxing, per Game Boy Advance.
Hamed ha anche ispirato un personaggio chiamato "Prince Naseem" nel picchiaduro giapponese Ehrgeiz, pubblicato nel 1998. Nelle versioni del gioco destinate al mercato occidentale invece, il nome del personaggio è stato cambiato in "Prince Doza".
Nel manga giapponese Hajime no Ippo, l'immaginario campione di boxe americano Bryan Hawk è ispirato ad Hamed. Il suo stile di combattimento è invece di ispirazione per il personaggio di Dancing Rose, interpretato dall'attore indiano Shabeer Kallarakkal nel film nepalese "Sarpatta Parambarai" del 2021.

## Controversie
31 marzo 2006 Hamed si è dichiarato colpevole presso la Sheffield Crown Court di guida pericolosa in relazione a una collisione a Ringinglow Road a Sheffield il 2 maggio 2005, in cui il pugile a bordo della sua McLaren-Mercedes SLR ha effettuato un sorpasso con striscia continua su una Ford Mondeo e si è schiantato frontalmente contro una Volkswagen Golf che procedeva in senso opposto successivamente urtando anche la Mondeo. Il guidatore della Golf, Anthony Burgin, riportò nell'urto gravi fratture multiple e contusioni al cervello; dopo diversi ricoveri è stato dimesso ma ha riportato danni permanenti che lo costringeranno a non poter più lavorare. Anche la moglie di Burgin è rimasta ferita nell'impatto mentre Hamed rimase illeso. Il 12 maggio 2006 Hamed è stato condannato a 15 mesi di reclusione e 4 anni sospensione della patente, dopo che il tribunale ha sentito da Hamed che aveva effettuato il sorpasso azzardato che causò l'incidente solo per cercare di impressionare il passeggero accanto a lui, l'uomo d'affari Asif Ayub. Il giudice scoprì poi in un secondo momento che la Motorizzazione di Sheffield aveva rifiutato "apparentemente per motivi di privacy" di rivelare altri quattro precedenti reati di eccesso di velocità di Hamed, inclusa la sospensione della patente di un anno quando è stato sorpreso a guidare la sua Porsche 996 Turbo ad oltre 200 km/h sulla M1 nel Derbyshire.
Hamed è stato rilasciato il 4 settembre 2006 dopo aver scontato 16 settimane di reclusione ed è stato posto agli arresti domiciliari per il resto della pena da scontare, monitorato da un tag elettronico.

## Record professionale
| N. | Risultato | Record | Avversario            | Tipo | Round, tempo  | Data              | Località                                         | Note                                                                      |
| -- | --------- | ------ | --------------------- | ---- | ------------- | ----------------- | ------------------------------------------------ | ------------------------------------------------------------------------- |
| 37 | Vittoria  | 36-1   | Manuel Calvo          | UD   | 12            | 18 maggio 2002    | London Arena, Londra                             | Vince il vacante titolo mondiale IBO dei pesi piuma                       |
| 36 | Sconfitta | 35-1   | Marco Antonio Barrera | UD   | 12            | 7 aprile 2001     | MGM Grand Garden Arena, Paradise, Nevada, U.S.   | Perde il titolo lineare Per il titolo mondiale vacante IBO dei pesi piuma |
| 35 | Vittoria  | 35–0   | Augie Sanchez         | TKO  | 4 (12), 2:34  | 19 agosto 2000    | Foxwoods Resort Casino, Ledyard, Connecticut, US | Difende i titoli WBO e Ilineare                                           |
| 34 | Vittoria  | 34–0   | Vuyani Bungu          | TKO  | 4 (12), 1:38  | 11 marzo 2000     | London Olympia, London                           | Difende i titoli WBO e Ilineare                                           |
| 33 | Vittoria  | 33–0   | Cèsar Soto            | UD   | 12            | 22 ottobre 1999   | Joe Louis Arena, Detroit, Michigan, U.S.         | Vince titolo mondiale WBC dei pesi piuma                                  |
| 32 | Vittoria  | 32–0   | Paul Ingle            | TKO  | 11 (12), 0:45 | 10 aprile 1999    | MEN Arena, Manchester                            | Difende i titoli WBO e Ilineare                                           |
| 31 | Vittoria  | 31–0   | Wayne McCollough      | UD   | 12            | 31 ottobre 1998   | Bally's Park Place, Atlantic City, New Jersey,   | Difende i titoli WBO e Ilineare                                           |
| 30 | Vittoria  | 30–0   | Wilfredo Vázquez      | TKO  | 7 (12), 2:29  | 18 aprile 1998    | NYNEX Arena, Manchester                          | Vince il titolo lineare                                                   |
| 29 | Vittoria  | 29–0   | Kevin Kelley          | KO   | 4 (12), 2:27  | 19 dicembre 1997  | Madison Square Garden, New York City             | Difende il titolo WBO                                                     |
| 28 | Vittoria  | 28–0   | Jose Badillo          | TKO  | 7 (12), 1:37  | 11 ottobre 1997   | Sheffield Arena, Sheffield, Inghilterra          | Difende il titolo WBO                                                     |
| 27 | Vittoria  | 27–0   | Juan Gerardo Cabrera  | TKO  | 2 (12), 2:17  | 19 luglio 1997    | Wembley Arena, Londra                            | Difende i titoli WBO e IBF                                                |
| 26 | Vittoria  | 26–0   | Billy Hardy           | TKO  | 1 (12), 1:33  | 3 maggio 1997     | NYNEX Arena, Manchester                          | Difende i titoli WBO e IBF                                                |
| 25 | Vittoria  | 25–0   | Tom Johnson           | TKO  | 8 (12), 2:27  | 8 febbraio 1997   | London Arena, Londra                             | Vince il titolo mondiale IBF dei pesi piuma                               |
| 24 | Vittoria  | 24–0   | Remigio Daniel Molina | TKO  | 2 (12), 2:32  | 9 novembre 1996   | NYNEX Arena, Manchester                          | Difende il titolo WBO                                                     |
| 23 | Vittoria  | 23–0   | Manuel Medina         | RTD  | 11 (12), 3:00 | 31 agosto 1996    | Point Theatre, Dublino                           | Difende il titolo WBO                                                     |
| 22 | Vittoria  | 22–0   | Daniel Alicea         | TKO  | 2 (12), 2:46  | 8 giugno 1996     | Telewest Arena, Newcastle                        | Difende il titolo WBO                                                     |
| 21 | Vittoria  | 21–0   | Said Lawal            | KO   | 1 (12), 0:35  | 16 marzo 1996     | Exhibition and Conference Centre, Glasgow        | Difende il titolo WBO                                                     |
| 20 | Vittoria  | 20–0   | Steve Robinson        | TKO  | 8 (12), 1:40  | 30 settembre 1995 | Cardiff Arms Park, Cardiff                       | Vince il titolo mondiale WBO dei pesi piuma                               |
| 19 | Vittoria  | 19–0   | Juan Polo Perez       | KO   | 2 (12), 2:00  | 1 luglio 1995     | Royal Albert Hall, Londra                        | Difende il titolo WBC International                                       |
| 18 | Vittoria  | 18–0   | Enrique Angeles       | KO   | 2 (12), 0:55  | 6 maggio 1995     | Royal Bath and West Showground, Shepton Mallet   | Difende il titolo WBC International                                       |
| 17 | Vittoria  | 17–0   | Sergio Rafael Liendo  | KO   | 2 (12), 1:06  | 4 marzo 1995      | Forum, Livingston                                | Difende il titolo WBC International                                       |
| 16 | Vittoria  | 16–0   | Armando Castro        | KO   | 4 (12), 2:11  | 21 gennaio 1995   | Exhibition and Conference Centre, Glasgow        | Difende il titolo WBC International                                       |
| 15 | Vittoria  | 15–0   | Laureano Ramirez      | TKO  | 3 (12), 2:40  | 19 novembre 1994  | National Ice Rink, Cardiff                       | Difende il titolo WBC International                                       |
| 14 | Vittoria  | 14–0   | Freddy Cruz           | TKO  | 6 (12), 2:03  | 12 ottobre 1994   | Ponds Forge, Sheffield                           | Vince il titolo vacante WBC International dei pesi supergallo             |
| 13 | Vittoria  | 13–0   | Antonio Picardi       | TKO  | 3 (12), 1:26  | 17 agosto 1994    | Hillsborough Leisure Centre, Sheffield           | Difende il titolo EBU                                                     |
| 12 | Vittoria  | 12–0   | Vincenzo Belcastro    | UD   | 12            | 11 maggio 1994    | Ponds Forge, Sheffield                           | Vince il titolo europeo EBU dei pesi gallo                                |
| 11 | Vittoria  | 11–0   | John Miceli           | KO   | 1 (10), 2:50  | 9 aprile 1994     | Leisure Centre, Mansfield                        |                                                                           |
| 10 | Vittoria  | 10–0   | Peter Buckley         | TKO  | 4 (8), 1:47   | 29 gennaio 1994   | National Ice Rink, Cardiff                       |                                                                           |
| 9  | Vittoria  | 9–0    | Chris Clarkson        | KO   | 2 (8), 1:50   | 24 settembre 1993 | Nationa Basketball Arena, Dublino                |                                                                           |
| 8  | Vittoria  | 8–0    | Kevin Jenkins         | TKO  | 4 (8), 1:47   | 26 maggio 1993    | Leisure Centre, Mansfield                        |                                                                           |
| 7  | Vittoria  | 7–0    | Alan Ley              | KO   | 2 (6), 1:25   | 24 febbraio 1993  | Wembley Conference Centre, Londra                |                                                                           |
| 6  | Vittoria  | 6–0    | Peter Buckley         | PTS  | 6             | 12 novembre 1992  | Everton Park Sports Centre, Liverpool            |                                                                           |
| 5  | Vittoria  | 5–0    | Des Gargano           | KO   | 4 (6), 2:06   | 7 ottobre 1992    | Crowtree Leisure Centre, Sunderland              |                                                                           |
| 4  | Vittoria  | 4–0    | Miguel Matthews       | TKO  | 3 (6), 1:05   | 14 luglio 1992    | Grosvenor House Hotel, Londra                    |                                                                           |
| 3  | Vittoria  | 3–0    | Andrew Bloomer        | TKO  | 2 (6), 0:46   | 23 maggio 1992    | National Exhibition Centre, Birmingham           |                                                                           |
| 2  | Vittoria  | 2–0    | Shaun Norman          | KO   | 2 (6), 0:55   | 25 aprile 1992    | G-Mex Centre, Manchester, Inghilterra            |                                                                           |
| 1  | Vittoria  | 1–0    | Ricky Beard           | KO   | 2 (6), 2:36   | 14 febbraio 1992  | Leisure Centre, Mansfield, Inghilterra           |                                                                           |

## Statistiche pay-per-view
| Data            | Incontro          | Pubblicizzato come | Emittente      | Paese       | Vendite   | Incasso                   | Incasso (Inflazione)       |
| --------------- | ----------------- | ------------------ | -------------- | ----------- | --------- | ------------------------- | -------------------------- |
| 9 novembre 1996 | Hamed vs. Molina  | Judgement Night    | Sky Box Office | Regno Unito | 420,000   | £25,000,000 ($40 940 875) | £47,000,000 ($67,000,000)  |
| 8 febbraio 1997 | Hamed vs. Johnson | Night of Champions | Sky Box Office | Regno Unito | 720,000   | £10 764 000 ($17 627 503) | £20,000,000 ($28,000,000)  |
| 3 maggio 1997   | Hamed vs. Hardy   | Brit Pack          | Sky Box Office | Regno Unito | 348 000   | £5 202 600 ($8 519 960)   | £10,000,000 ($14,000,000)  |
| 19 agosto 2000  | Hamed vs. Sanchez | Hamed vs. Sanchez  | Sky Box Office | Regno Unito | 300,000   | £4 485 000 ($6 795 455)   | £8,000,000 ($10,000,000)   |
| 7 aprile 2001   | Hamed vs. Barrera | Playing With Fire  | HBO            | Stati Uniti | 310,000   | $12 090 000 (£8 395 314)  | $17,000,000 (£14,000,000)  |
|                 | Totale            | Totale             |                |             | 2,098,000 | £57,541,600 ($82,279,107) | £94,000,000 ($127,000,000) |